# PLATO (ruimtesonde)
De PLATO ruimtetelescoop is een geplande ruimtesonde van de European Space Agency die tot doel heeft exoplaneten in detail te onderzoeken. PLATO is een Engels letterwoord voor Planetary Transits and Oscillations of stars, maar verwijst ook naar de gelijknamige Griekse filosoof. De lancering is voorzien in 2026.

## Chronologie
In het kader van het Cosmic Vision-programma van de ESA werd in 2007 PLATO voorgesteld. Het werd een van de vijf geselecteerde projecten in 2011 om in 2024 door de ESA gelanceerd te worden. Andere kandidaten waren EChO, LOFT, MarcoPolo-R and STE-QUEST. In februari 2014 werd uiteindelijk PLATO geselecteerd ten koste van de 4 andere projecten.
PLATO is Italiaans-Zwitsers-Zweedse samenwerking, en het zijn ook die landen die zich achter de financiering ervan zetten.

## Doel
De doelstellingen van PLATO situeren zich alle in de analyse van exoplaneten, meer bepaald in functie van criteria die levensvormen mogelijk maken. Zo wil men dankzij de metingen van PLATO nauwkeuriger de massa en diameter bepalen, maar ook oscillaties en de juiste leeftijd van de ster waarrond de exoplaneet draait.

## Meettoestellen
De belangrijkste meettoestellen zijn 32 camera's die zullen werken met een meetfrequentie van 25 seconden, waardoor ze sterren kunnen zien met een schijnbare magnitude kleiner dan 8. Daarnaast zullen 2 snellere camera's elke 2,5 seconden werken, en deze zullen sterren tussen magnitude 4 en 8 kunnen zien. Hierdoor focust PLATO niet zozeer op de heel zwakke sterren, maar wel op nauwkeuriger metingen van de iets sterkere sterren zodat hiervan de mogelijke exoplaneten onderzocht kunnen worden.

## Locatie
Bij de lancering vanaf de lanceerinstallatie in Kourou zal een Sojoez-raket de ruimtesonde naar het L2-Lagrangepunt brengen. Doordat elke 3 maanden de kijkrichting 90° gedraaid wordt, kan telkens hetzelfde stukje van de hemel bekeken worden.